# Max Saenger
Max Saenger (in tedesco: Max Sänger; Bayreuth, 14 marzo 1853 – Praga, 12 gennaio 1903) è stato un ginecologo tedesco.

## Biografia
Studiò medicina presso l'Università di Lipsia, poi proseguì gli studi laureandi presso il OB / GYN sotto Carl Siegmund Franz Credé (1819-1892). Successivamente diventò professore di ostetricia e ginecologia a Lipsia, e nel 1890 fu nominato professore di OB / GYN presso l'Università di Praga. Nel 1894 co-fondò la rivista Monatsschrift für Geburtshilfe und Gynäkologie.
Nel 1882 introdusse una pratica per la chiusura suturale dell'utero dopo il taglio cesareo. L'autunno precedente, Ferdinand Adolf Kehrer (1837-1914) eseguì il primo taglio cesareo in Europa.
La pratica di Sänger portò a proteggere l'utero per ridurre la possibilità di infezione. Successivamente, Kehrer e altri chirurghi adottarono la metodologia di Sänger.
Sänger usò un filo d'argento di seta come materiale per la sutura. Le suture d'argento erano state introdotte in medicina dal ginecologo statunitense James Marion Sims (1813-1883).
Sänger era originariamente ebraico, ma successivamente convertito al luteranesimo. Nonostante la sua conversione, subì una discriminazione a causa di essere ebraico.

## Terminologia
- La sutura di Saenger: la chiusura della ferita uterina nel taglio cesareo.
- Operazione di Saenger: taglio cesareo seguito da un'attenta chiusura della ferita uterina da tre livelli di suture. Descritta anche come una taglio cesareo in cui l'utero viene tolto attraverso un lungo taglio addominale prima che il feto venga rimosso.

## Letteratura
- The Internet Journal of Gynecology and Obstetrics Max Sänger (1853–1903): An Historical Note on Uterine Sutures in Caesarean Section
- NCBI National Library of Medicine; Max Sänger